# Hypsitropha euschema
Hypsitropha euschema là một loài bướm đêm trong họ Geometridae.